# 로쿠탄 유지
로쿠탄 유지(일본어: 六反 勇治, 1987년 4월 10일 ~ )는 일본의 축구 선수이다. 현재 J2리그의 요코하마 FC에서 뛰고 있다.

## 구단 경력
그는 2006년부터 J리그의 아비스파 후쿠오카, 요코하마 F. 마리노스, 베갈타 센다이, 시미즈 에스펄스, 요코하마 FC에서 뛰었다.

## 국가대표팀 경력
그는 2015년 EAFF 동아시안컵에 참가할 일본 국가대표팀에 선발되었으나 경기에 출전하지는 못하였다.